# Реліктове випромінювання
Реліктове випромінювання (від лат. relictum — залишок; також космічне мікрохвильове фонове випромінювання від англ. cosmic microwave background radiation, CMBR) — космічне електромагнітне випромінювання з високим ступенем ізотропності та спектром, характерним для абсолютно чорного тіла з температурою 2,725 Кельвіна.
Існування реліктового випромінювання теоретично передбачив Георгій Гамов у межах теорії Великого вибуху. Хоча сьогодні багато аспектів первинної теорії Великого вибуху переглянуто, однак аспекти, які стосуються реліктового випромінювання, залишилися без змін. Вважається, що реліктове випромінювання збереглося з початкових часів існування Всесвіту й рівномірно його заповнює. Експериментально його існування було підтверджено 1965 року. Поряд із космологічним червоним зсувом, реліктове випромінювання розглядається як один з головних доказів теорії Великого вибуху.
Термін реліктове випромінювання (рос. реликтовое излучение) запровадив радянський вчений-астрофізик Йосип Самуїлович Шкловський.

## Природа випромінювання
Згідно з теорією Великого вибуху, початковий Всесвіт являв собою гарячу плазму, яка складалась з фотонів, електронів та баріонів. Завдяки комптонівському і томсонівському розсіюванню, фотони постійно взаємодіяли з іншими частинками плазми, зокрема шляхом пружних зіткнень та обміну енергією з ними. Таким чином, випромінювання перебувало у стані теплової рівноваги з речовиною, а його спектр відповідав спектру абсолютно чорного тіла.
Із розширенням Всесвіту космологічне червоне зміщення викликало охолодження плазми і на певному етапі для електронів стало енергетично вигідніше, з'єднавшись з протонами — ядрами водню та альфа-частинками — ядрами гелію, сформувати атоми. Цей процес називається рекомбінацією. Він відбувся за температури плазми 3000 К (через 400 000 років з початку охолодження плазми). З того часу фотони почали вільно пересуватися в просторі, майже не взаємодіючи з нейтральними атомами. Горизонт видимості, або сфера спостереження, яка відповідає цьому моменту, називається поверхнею останнього розсіювання. Це — найвіддаленіший об'єкт, який можна спостерігати в електромагнітному спектрі.
У результаті подальшого охолодження за рахунок розширення Всесвіту, температура реліктового випромінювання знизилась і зараз становить близько 2,725 К. У кожному кубічному сантиметрі простору міститься близько 500 реліктових фотонів. Максимальна інтенсивність випромінювання припадає на довжину хвилі 0,11 см.
Реліктове випромінювання ізотропне лише в одній системі координат. Якщо спостерігач рухається щодо цієї системи координат, внаслідок ефекта Доплера спостерігається анізотропія. За результатами спостережень з'ясовано, що наша Галактика рухається щодо зазначеної системи координат зі швидкістю близько 600 км/с у напрямку сузір'я Лева.

## Історія дослідження

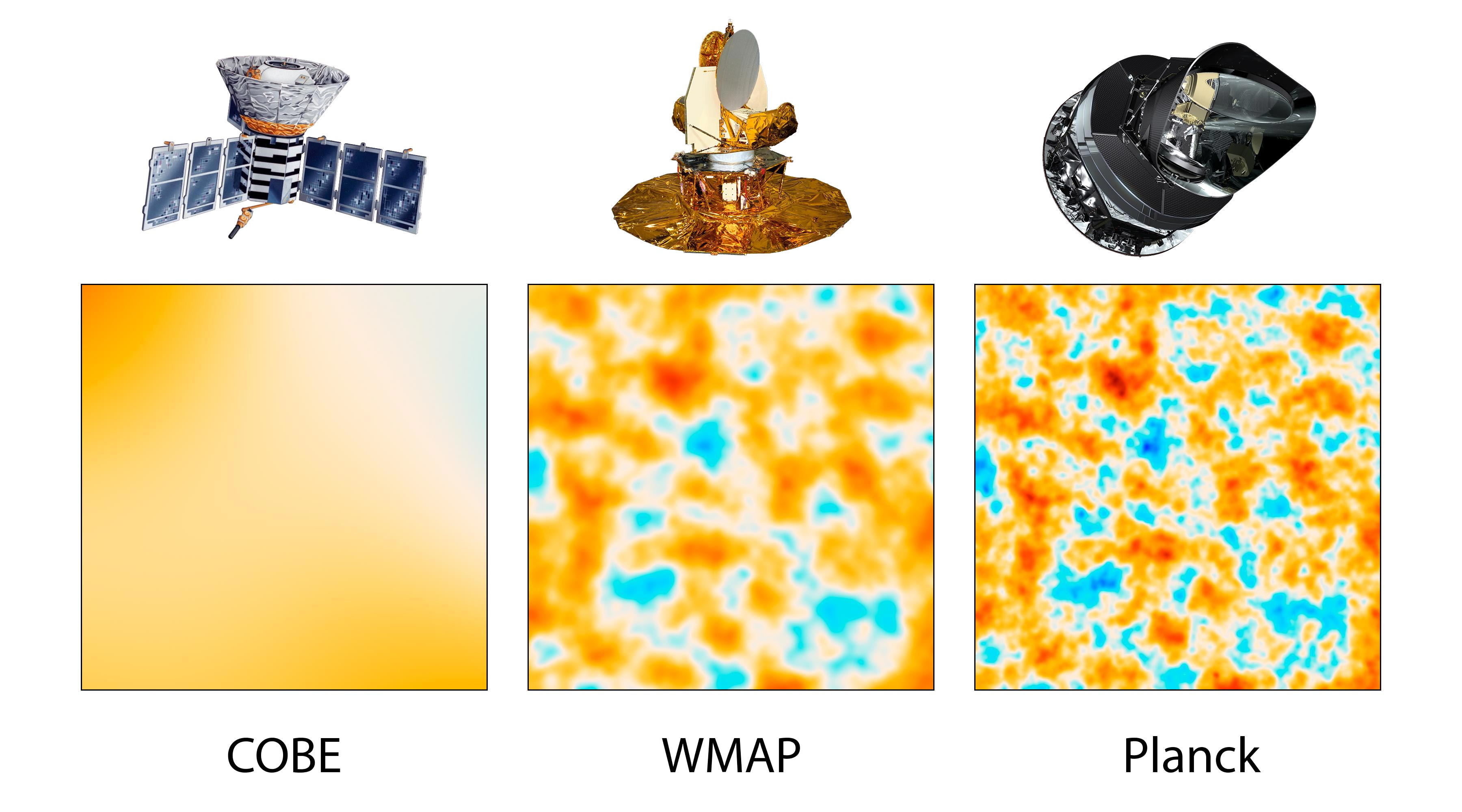
Порівняння роздільної здатності різних місій — COME, WMAP, Планк — для однієї ділянки неба.

- 1948 — реліктове випромінювання було передбачене Георгієм Гамовим, Ральфом Альфером та Робертом Германом на основі створеної ними першої теорії гарячого Всесвіту. Більше того, Альфер та Герман змогли встановити, що температура реліктового випромінювання має складати величину 5 К, а Гамов дав передбачення в 3 К[4]. Хоча деякі оцінки температури простору існували і до того, проте вони мали суттєві недоліки. По-перше, це були вимірювання лише ефективної температури простору, припущення про те, що спектр випромінювання підпорядковується закону Планка не висувалося. По-друге, вони залежали від розташування Землі та Сонячної системи на краю Чумацького Шляху, і не висувалося припущення, що випромінювання однорідне та ізотропне. Вони б дали зовсім інші результати, якби Земля була розташована в іншому місці Всесвіту.

Результати Гамова не мали широкого обговорення в науковій періодиці. І тому їх було знову перевідкрито на початку 60-х років Робертом Діккі і Яковом Зельдовичем. 1964 року це підштовхнуло Девіда Тода Вілкінсона та Пітера Ролла, колег Діккі з Принстонського університету, до створення радіометра для виявлення реліктового випромінювання.
- 1965 року Арно Пензіас та Роберт Вудро Вільсон із Bell Telephone Laboratories в Голмделі (штат Нью-Джерсі) побудували радіометр, який вони хотіли застосувати для експериментів у галузі радіоастрономії та супутникових комунікацій. Під час калібрування приладу виявилося, що антена має надлишкову температуру 3,5 К (що відігравала роль «теплового шуму»), яку вони не могли пояснити. Отримавши дзвінок із Голмдела, Діккі влучно відзначив: «Ми зірвали куш, хлопці!». Зустріч між групами з Принстона та Голмдела визначила, що надлишкова температура антени була зумовлена в першу чергу реліктовим випромінюванням. 1978 року Пензіас та Вільсон отримали Нобелівську премію з фізики за це відкриття.

- 1983 року було здійснено перший експеримент РЕЛІКТ-1[en] з вимірювання анізотропії реліктового випромінювання (з одного боку вона обумовлена рухом Сонця відносно нього, а з іншого — фундаментальною неоднорідністю Всесвіту в далекому минулому) з космічного апарата[5].

- 1989 — спектрофотометр дальнього інфрачервоного випромінювання (FIRAS), встановлений на супутнику НАСА Cosmic Background Explorer (COBE), виконав вимірювання спектру реліктового випромінювання. Ці величини стали найточнішими даними вимірювань спектру реліктового випромінювання, які підтвердили що воно має спектр абсолютно чорного тіла.

- 2001 — запущено космічний апарат WMAP, що вперше побудував детальну карту температурної анізотропії реліктового випромінювання.

- 2009 — запущено космічний апарат «Планк» що побудував ще точніші карти та виміряв поляризацію випромінювання. Фінальний датареліз колаборації вийшов в 2018 році.
- 2007—2022  — реліктове випромінювання з поверхні Землі досліджував Атакамський космологічний телескоп. Гігантський радіотелескоп мав могу знімати із кутовою роздільною здатністю в кілька разів кращою ніж у КА «Планк».

## Поляризація
Космічний мікрохвильовий фон має поляризацію на рівні кількох мікрокельвінів. Існує два типи поляризації: E-режим (або градієнтний режим) та B-режим (або обертальний режим). Це схоже на електростатику, де електричне поле (E-поле) не має обертання, а магнітне поле (B-поле) не має дивергенції.

### E-режими
E-режими виникають внаслідок розсіяння Томсона, коли фотони взаємодіють з вільними електронами. Це явище відбувається через різні за температурою і щільністю області Всесвіту, що впливає на напрямок і поляризацію світла.. Вперше ці режими було виявлено у 2002 році за допомогою інтерферометра Degree Angular Scale Interferometer (DASI), який здійснив точні вимірювання мікрохвильового фону і поляризації космічного випромінювання.

### B-режими
B-режими зазвичай значно слабші за E-режими. Вони не утворюються від стандартних типів коливань, а виникають через гравітаційні хвилі під час космічної інфляції, яка відбулася незабаром після Великого вибуху. Проте гравітаційне лінзування сильних E-режимів може також призвести до появи B-режимів. Лінзування — це ефект, при якому масивні об'єкти, наприклад, галактики або скупчення галактик, викривляють шлях світла чи мікрохвильового випромінювання, змінюючи його поляризацію. Щоб виявити початковий сигнал B-режимів, важливо врахувати цей ефект лінзування, адже він може змінити характер сильного сигналу E-режимів і ускладнити точне виявлення гравітаційних хвиль..

### Первинні гравітаційні хвилі
Моделі «повільної інфляції» в ранньому Всесвіті передбачають, що під час інфляційного етапу утворюються початкові гравітаційні хвилі. Ці хвилі впливають на поляризацію космічного мікрохвильового фону, утворюючи характерну картинку B-режимів. Виявлення цієї картинки може підтвердити теорію інфляції та дозволить оцінити силу гравітаційних хвиль, що, в свою чергу, допоможе перевірити або спростувати різні моделі інфляції. Заяви про те, що цю  було виявлено за допомогою приладу BICEP2, пізніше були спростовані, оскільки нові результати експерименту Планк показали, що це був ефект космічного пилу, а не сигнал від гравітаційних хвиль.

### Гравітаційне лінзування
Другий тип B-режимів було виявлено у 2013 році за допомогою Південного полярного телескопа в поєднанні з даними космічного телескопа Гершель. У жовтні 2014 року були опубліковані результати вимірювань поляризації B-режимів на частоті 150 ГГц, отримані експериментом POLARBEAR. На відміну від BICEP2, POLARBEAR досліджує меншу ділянку неба та є менш чутливим до впливу космічного пилу. Команда експерименту повідомила, що поляризація B-режимів, яку вдалося виміряти, має космологічне походження (а не є наслідком лише пилу), з ймовірністю 97,2%.

## Майбутній розвиток
Якщо Всесвіт продовжить розширюватися і не переживе Великого стискання, Великого розриву чи іншої подібної події, космічний мікрохвильовий фон з часом поступово зміщуватиметься до червоного спектра (через ефект червоного зсуву) і врешті-решт стане занадто слабким, щоб його можна було спостерігати. Замість цього в майбутньому ми побачимо інші типи фонових випромінювань. Спочатку це буде світло від зір, а згодом, можливо, з'являться нові типи фонових випромінювань, що виникатимуть через процеси, які відбуватимуться в дуже віддаленому майбутньому Всесвіту. До таких процесів належать, наприклад, розпад протонів, випаровування чорних дір і розпад позитронію — матерії, що складається з електронів і позитронів.

## В культурі
- У телевізійному серіалі Зоряна брама: Всесвіт (2009–2011) стародавній космічний корабель під назвою «Destiny» був побудований для дослідження патернів у космічному мікрохвильовому фоні (CMBR). Це фон, який, згідно з сюжетом, є свідомим повідомленням, що залишилося з самого початку часу, коли утворився всесвіт[22].
- У романі Wheelers (2000) Іана Стюарта та Джека Коена, CMBR пояснюється як зашифровані повідомлення стародавньої цивілізації. Завдяки цим повідомленням, «блімпи» на Юпітері (великі повітряні судна) мають суспільство, яке набагато старше за вік самого всесвіту[23].
- У романі Проблема трьох тіл (2008) китайського письменника Лю Цисіна, зонд від інопланетної цивілізації пошкоджує прилади, що спостерігають за CMBR, щоб обманути одного з персонажів. В результаті цього він вірить, що ця цивілізація має здатність маніпулювати космічним мікрохвильовим фоном[24].
- У 2017 році на швейцарській банкноті номіналом 20 франків вказано кілька астрономічних об'єктів та їх відстані. Серед них згадується і космічний мікрохвильовий фон, який знаходиться на відстані 430 · 10¹⁵ світлових секунд від Землі[25].
- У серії ВандаВіжен (2021) з Marvel, загадковий телевізійний сигнал був виявлений у космічному мікрохвильовому фоні. Цей момент створює інтригу, оскільки фон зазвичай вважається «залишковим», тобто стародавнім випромінюванням, що залишилося з часів Великого вибуху[26].